# Billie Eilish
Billie Eilish Pirate Baird O'Connell (født 18. december 2001) er en amerikansk sangerinde og sangskriver. Hendes debutsingle, "Ocean Eyes", gik viralt og er blevet streamet over 1,2 milliarder gange på Spotify (per 2024). Debut-EP'en Don't Smile at Me, udgivet i august 2017, indbragte hende en guldplade hos RIAA, og fem af sangene derfra er RIAA-certificerede (fire guld, én platin). Efter EP'ens succes kaldte Apple Music Eilish for sin nyeste Up Next-artist en måned efter udgivelsen, i september 2017. Debutalbummet When We All Fall Asleep, Where Do We Go? blev udgivet den 29. marts 2019. Hendes andet album ved navn Happier Than Ever udkom den 30. juli 2021, og det tredje, Hit Me Hard And Soft, kom ud den 17. maj 2024.
I 2020 lavede hun sangen No Time to Die som titelsang til James Bond-filmen af samme navn, hvilket gjorde hende til den yngste musiker til at lave en Bond-sang.[kilde mangler]I 2024 vandt hun sin anden Oscar for sangen What Was I Made For, og blev dermed den yngste person med to Oscars nogensinde.
Eilish har adskillige udmærkelser og priser, heraf ni Grammys, to AMAs, tre BRITs, tre VMAs, to Golden Globe og to Oscars for bedste sang.

## Opvækst
Billie Eilish voksede op i Highland Park, Los Angeles, i en skuespiller- og musikerfamilie. Hendes forældre er skuespillere, musikere og forfattere, Maggie May Baird og Patrick O'Connell; hun er primært af irsk og skotsk afstamning. Hun blev hjemmeundervist og blev medlem af Los Angeles Children's Chorus, da hun var otte år gammel. Da Eilish var 11, begyndte hun at skrive og synge sine egne sange, inspireret af sin bror Finneas O'Connell, der allerede skrev, spillede og producerede egne sange med sit band.

## Privatliv
Den 27. november 2018 bekræftede Eilish på sin Instagram-konto, at Tourettes syndrom var en del af hendes liv. Dette gjorde hun, efter at der var lagt videoer på nettet med Eilish, hvori hun oplevede tics relateret til syndromet.

## Diskografi
- When We All Fall Asleep, Where Do We Go? (2019)
- Happier Than Ever (2021)
- Hit Me Hard and Soft (2024)